# Guo
Guo (spreek uit als [Ggwoh]) is een Chinese en Vietnamese achternaam. Deze achternaam staat op de 146e plaats van de Baijiaxing. Volgens een mythe zijn de mensen met de achternaam nakomelingen van de twee helpers van Xia Yu: Guo Ai/郭哀 en Guo Zhi/郭支. In de Standaardkantonese HK-romanisatie wordt het geromaniseerd als Kwok en uitgesproken als [Kwôk]. In het Minnanyu wordt het geromaniseerd als Koeh, Kwek, Kwee, Quak, Quek of Quay.
- Vietnamees: Quách
- Koreaans: Kwak (곽)

## Nederland
De Nederlandse Familienamenbank geeft de volgende statistieken weer:
| familienaam | aantal in 1947 | aantal in 2007 |
| ----------- | -------------- | -------------- |
| Guo         | 0              | 143            |
| Kuo         | 19             | 114            |
| Kwee        | 29             | 447            |
| Quach       | 0              | 81             |
| Quách       | 0              | <5             |
|             | totaal: 48     | totaal: <790   |

## Bekende personen met de naam Guo etc.
- Guo Jia (170–207)
- Guo Jingjing
- Guo Ziyi (697–781)
- Sonija Kwok
- Kenix Kwok